# Horst Brummeier
Horst Brummeier (Traun, 31 december 1945) is een voormalig Oostenrijks voetbalscheidsrechter.
Hij werd aangesteld als arbiter van de wedstrijd tussen Noord-Ierland en Spanje op het WK 1986 en als vierde official bij Sovjet-Unie tegen Hongarije. Tevens leidde hij het duel tussen Nederland en Ierland (1−0) op het EK 1988.
Daarnaast was hij scheidsrechter bij de returnwedstrijd van de finale van het EK onder 21 van 1980 tussen Sovjet-Unie en Oost-Duitsland. In 1983 werd hij voor het eerst aangesteld als arbiter op het Wereldkampioenschap onder 20, gehouden in Mexico, waarna hij in december van datzelfde jaar de UEFA Super Cup floot tussen Aberdeen en Hamburger SV.
Hij floot ook nog twee halve finales van de Europacup II (1982 en 1987) en drie halve finales van de UEFA Europa League (1984, 1986 en 1989).
Momenteel is hij werkzaam als waarnemer van de UEFA scheidsrechters.